# Museo Nacional de Papúa Nueva Guinea
El Museo Nacional y Galería de Arte de Papúa Nueva Guinea (NMAG) es un museo y galería de arte ubicado en Waigani, Puerto Moresby, Papúa Nueva Guinea. Es el museo nacional de Papúa Nueva Guinea.
La colección del museo se centra en tres áreas principales: el arte tradicional de Papúa, la producción contemporánea y los objetos relacionados con la Campaña de Nueva Guinea durante la Guerra del Pacífico.

## Historia
La junta de la administración para el establecimiento del museo propuesto fue formada en 1954. La construcción del museo comenzó en 1975 y su inauguración pública fue en 1977.

## Galerías
El museo consiste en la Galería Masterpiece, la Galería Sir Michael Somare y la Galería Independence.